# De svarta målningarna
De svarta målningarna (spanska: Las pinturas negras) är samlingsnamnet på 14 målningar av den spanske konstnären Francisco de Goya, tillkomna åren 1819 till 1823. Målningarna är präglade av morbida och skräckinjagande motiv. De tillkom till största delen under spanska inbördeskriget 1820–1823 då Goya levde isolerad i sitt hus och målades direkt på husets väggar.

## Tillkomst

Målningarnas ursprungliga placeringar på väggarna i Quinta del Sordo

Francisco de Goya hade blivit döv i början av 1790-talet och i samband med detta blivit alltmer tillbakadragen. Efter Napoleonkrigen, där Goya hade anklagats för kollaboration med Joseph Bonapartes regim, och Inkvisitionens återinrättande 1815, drog han sig tillbaka än mer och slutade nästan helt att ta beställningar. Han tillbringade hela inbördeskriget 1820–1823 i sitt hus Quinta del Sordo ("den döves hus"), som han köpt av en annan döv man i februari 1819. På tvåvåningshusets väggar målade han de verk som kom att kallas De svarta målningarna. Goya gjorde dessa målningar helt utan någon beställare och utan ambitionen att visa dem utanför huset. De är målade med olja direkt på husväggarna.

## Offentliggörande
År 1874 överfördes målningarna från husväggarna till taveldukar. Tavlorna finns utställda på Pradomuseet. Det är inte känt om Goya själv namngav målningarna; de namn som senare etablerades har skapats av konsthistoriker. Namnet De svarta målningarna kommer dels från den mörka färgskalan i bilderna, dels från motivens morbiditet och skräckskildringar.

## Målningar
| Namn                                                                            | Bild |
| ------------------------------------------------------------------------------- | ---- |
| Ödesgudinnorna Atropos                                                          |      |
| Läsande män Hombres leyendo                                                     |      |
| Asmodea/Fantastisk vision Asmodea/Vision Fantastica                             |      |
| Hunden El perro                                                                 |      |
| Slagsmål med knölpåkar/Duell med knölpåkar Riña a garrotazos/Duelo a garrotazos |      |
| Den store geten/Häxsabbaten El gran cabrón/Aquelarre                            |      |
| Leocadia                                                                        |      |
| Saturnus slukar sin son Saturno devorando a su hijo                             |      |
| Två gamlingar/En gamling och en munk Dos viejos/Un viejo y un fraile            |      |
| Pilgrimsfärden till San Isidros källa Peregrinación a la fuente de San Isidro   |      |
| Två gamlingar äter soppa Dos viejos comiendo sopa                               |      |
| Judith och Holofernes Judith y Holofernes                                       |      |
| Pilgrimsfärden till San Isidro La romería de San Isidro                         |      |
| Skrattande kvinnor Mujeres riendo                                               |      |